# Olinda (keresztnév)
Az Olinda germán eredetű női név, jelentése birtok, vagyon + hársfa pajzs.

## Gyakorisága
Az 1990-es években szórványos név, a 2000-es években nem szerepel a 100 leggyakoribb női név között.

## Névnapok
- július 7.[2]
- november 16.[2]